# Леонард (Північна Дакота)
Леонард (англ. Leonard) — місто (англ. city) в США, в окрузі Кесс штату Північна Дакота. Населення — 248 осіб (2020).

## Географія
Леонард розташований за координатами 46°39′8″ пн. ш. 97°15′0″ зх. д. / 46.65222° пн. ш. 97.25000° зх. д. (46.652316, -97.249931).  За даними Бюро перепису населення США в 2010 році місто мало площу 1,93 км², уся площа — суходіл.

## Демографія
Згідно з переписом 2010 року, у місті мешкали 223 особи в 109 домогосподарствах у складі 69 родин. Густота населення становила 115 осіб/км².  Було 121 помешкання (63/км²).
Расовий склад населення:
| - 97,8 % — білих - 1,3 % — корінних американців |

До двох чи більше рас належало 0,9 %. Частка іспаномовних становила 2,2 % від усіх жителів.
За віковим діапазоном населення розподілялося таким чином: 18,8 % — особи молодші 18 років, 62,4 % — особи у віці 18—64 років, 18,8 % — особи у віці 65 років та старші. Медіана віку мешканця становила 48,9 року. На 100 осіб жіночої статі у місті припадало 106,5 чоловіків;  на 100 жінок у віці від 18 років та старших — 105,7 чоловіків також старших 18 років.
Середній дохід на одне домашнє господарство  становив 69 157 доларів США (медіана — 56 250), а середній дохід на одну сім'ю — 72 296 доларів (медіана — 59 750). Медіана доходів становила 41 750 доларів для чоловіків та 27 344 долари для жінок. За межею бідності перебувало 9,5 % осіб, у тому числі 7,3 % дітей у віці до 18 років та 11,7 % осіб у віці 65 років та старших.
Цивільне працевлаштоване населення становило 171 особа. Основні галузі зайнятості: виробництво — 22,8 %, освіта, охорона здоров'я та соціальна допомога — 17,0 %, будівництво — 15,8 %.